# 阿淺來了

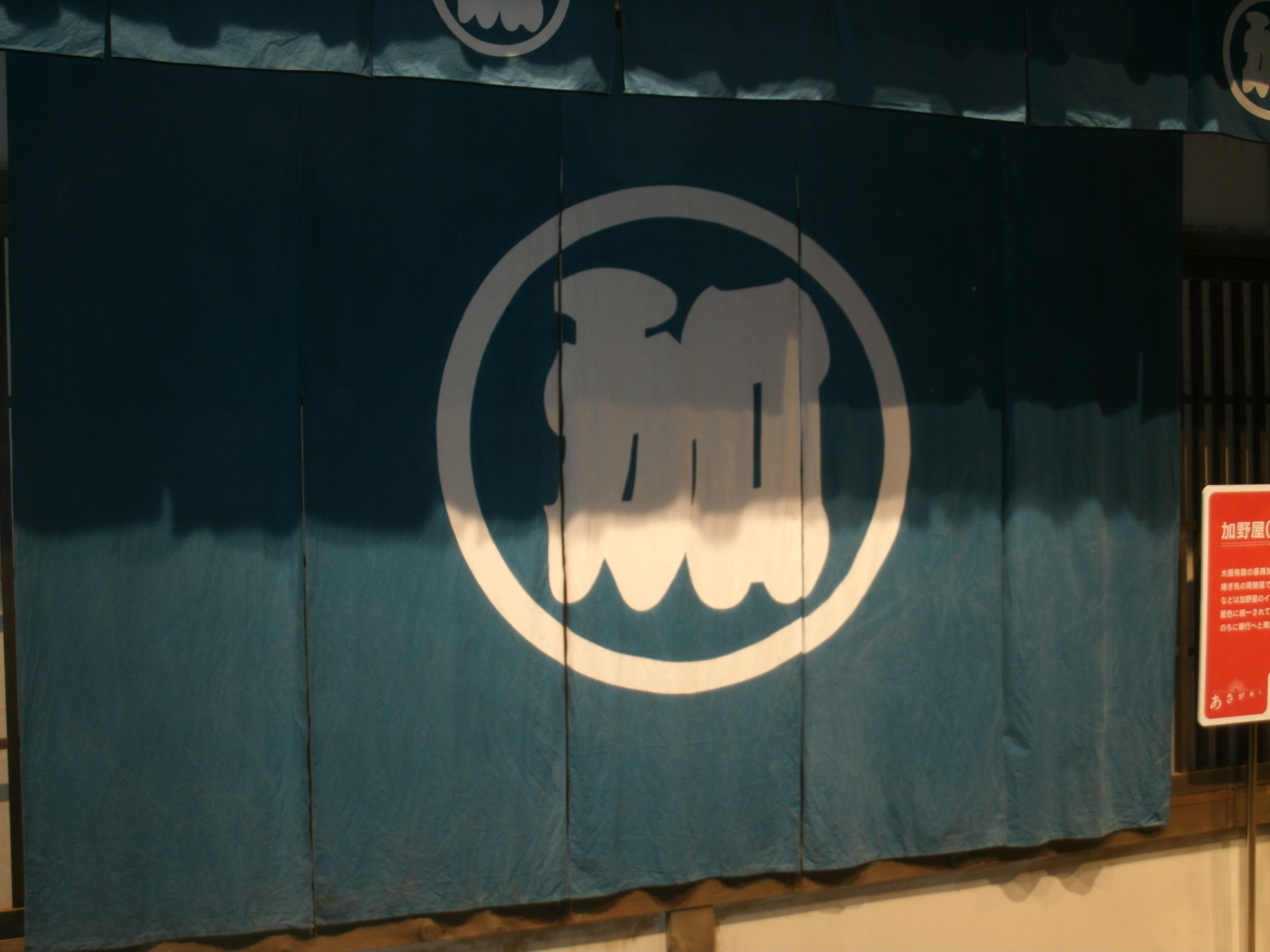
掛在阿淺嫁入的加野屋門前的布簾，上頭繪有屋號「加」字（拍攝用道具）

《阿淺來了》（日语：あさが来た）為2015年下半年NHK綜合頻道晨間劇的第93部作品。由波瑠主演。

## 企劃製作
本劇根據古川智映子以大阪為據點的女企業家廣岡淺子的真實人生所創作，由潮文庫出版的小說「小説 土佐堀川 女性實業家・廣岡淺子的生涯」（日语：小説土佐堀川 女性実業家・広岡浅子の生涯）為故事構想原案，劇本由編劇大森美香創作。
女主角角色本尊廣岡淺子（本姓三井，1849－1919年），為京都小石川三井家第六代當家三井高益之四女，是日本幕末至大正時期的女性企業家，除了參與銀行與人壽保險公司的營運，隨後更參與日本女子大學校（今日本女子大學）的創設工作。她同時也是女性運動的發起人，主要訴求為提高女性社會地位及爭取女性參政權，並號召理念相同的女性加入，其中最為人知的成員為翻譯家暨兒童文學家安中花子（村岡花子）。
此劇也是首部以江戸時代為舞台的晨間劇，時空背景也比當年大河劇花燃稍早約10年。同時本劇出現許多幕末真實人物，例如土方歲三、大久保利通、福澤諭吉等。
標題中的「あさ」，漢字可以寫成「淺」（即女主角的名字）或「朝」（「早晨」），因此該標題有「阿淺來了（浅が来た）」及「早晨來到（朝が来た）」兩種解釋。此標題代表的意義為「當早晨來臨時，全新的世界也即將開始」（あさ（朝）が来ると、新しい世界が始まる）。劇中亦詳細描寫動盪時代為生存下去而努力的歷練，及夫妻之間相親相愛的酸甜苦辣過程。登場人物、企業及團體名稱均經過修改。
女主角與前作「阿政」一樣，設定為17～33歲的女性。獲選的波瑠先前參加過2010年《幸福鐵板燒》、2012年《純與愛》及2013年《小海女》的女主角徵選，本次徵選是她第4次的挑戰，終於在2590名候選者中脫穎而出。2015年3月12日NHK正式宣布由她擔任女主角。2015年5月19日於奈良縣橿原市正式開拍，女主角設定年齡為15歲。時代設定為明治時期的1857年至大正時期。
2015年8月18日，公布主題曲《365天的紙飛机》，由女子團體AKB48演唱，亦是晨間劇初次由女子團體演唱主題曲。
2016年4月2日播出最終回，全劇平均收視23.5%（關東地區），為2001年以來晨間劇至今最高平均收視。
2016年4月23日番外篇《破鍋配鍋蓋》於BS Premium播出。

## 拍攝地點
兵庫縣姫路市
兵庫縣立大學環境人間學部講堂百合之木會館：第1週第1集開頭及第24週第144集的日出女子大學開學典禮
京都府龜岡市
碧亭：第4週第24集的玉利友信自宅玄關
滋賀縣甲賀市
水口兒童森林、甲南町、野洲川：眉山家破產後暫住的農村
滋賀縣大津市
雄琴橘子園 ：第10週第55集惣兵衛視察的橘子園
愛知縣犬山市
博物館明治村：第13週第75集抵達東京的阿淺與阿梅所搭乘的蒸氣火車
和歌山縣有田市
千田橘子園：第19週眉山家經營的橘子園
大阪府東大阪市
樟德館：第20週、第24週大隈重信的住所

### 拍攝地點圖片

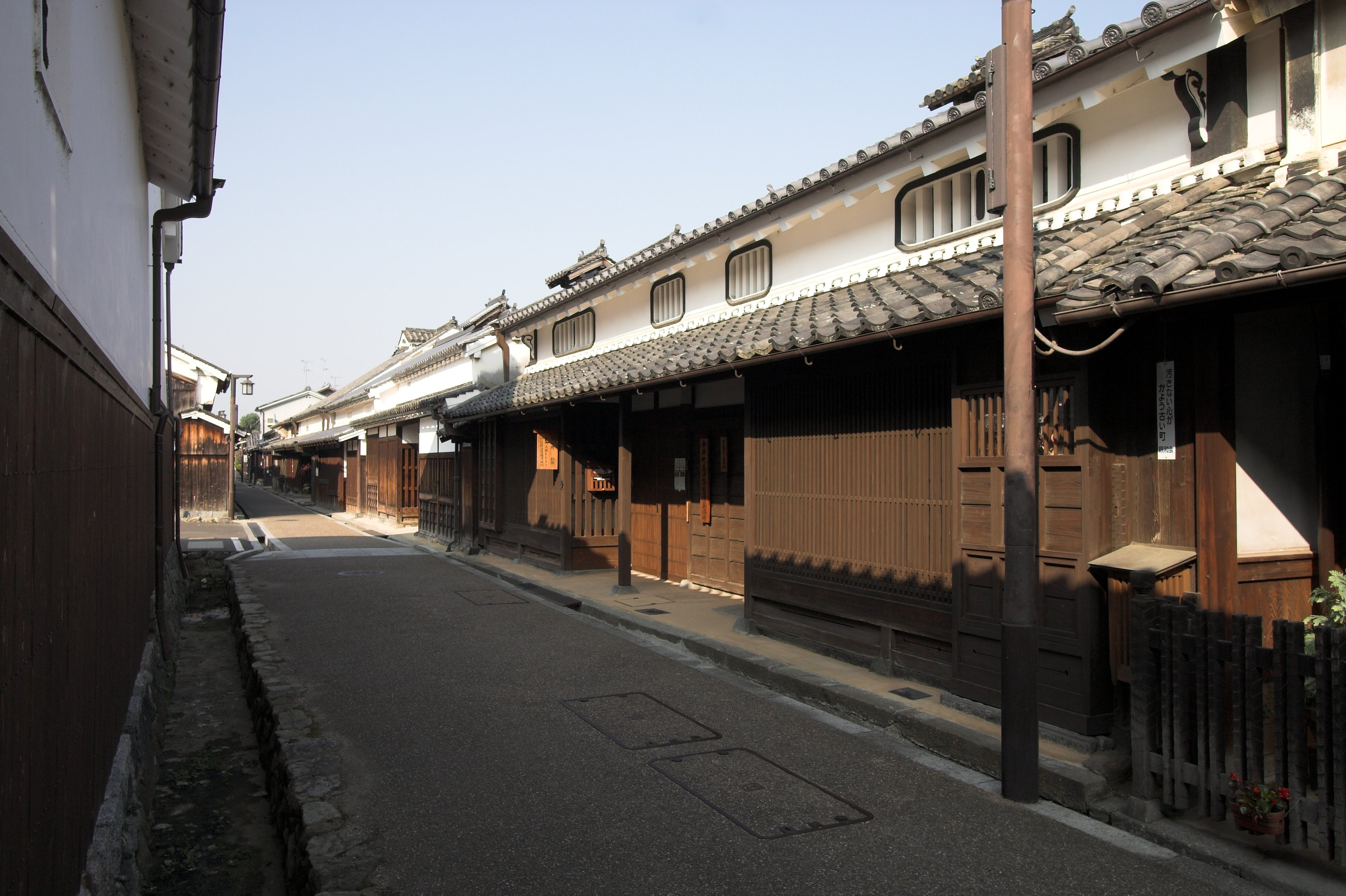
奈良縣橿原市今井町（劇中阿淺娘家京都今井家的拍攝地點）
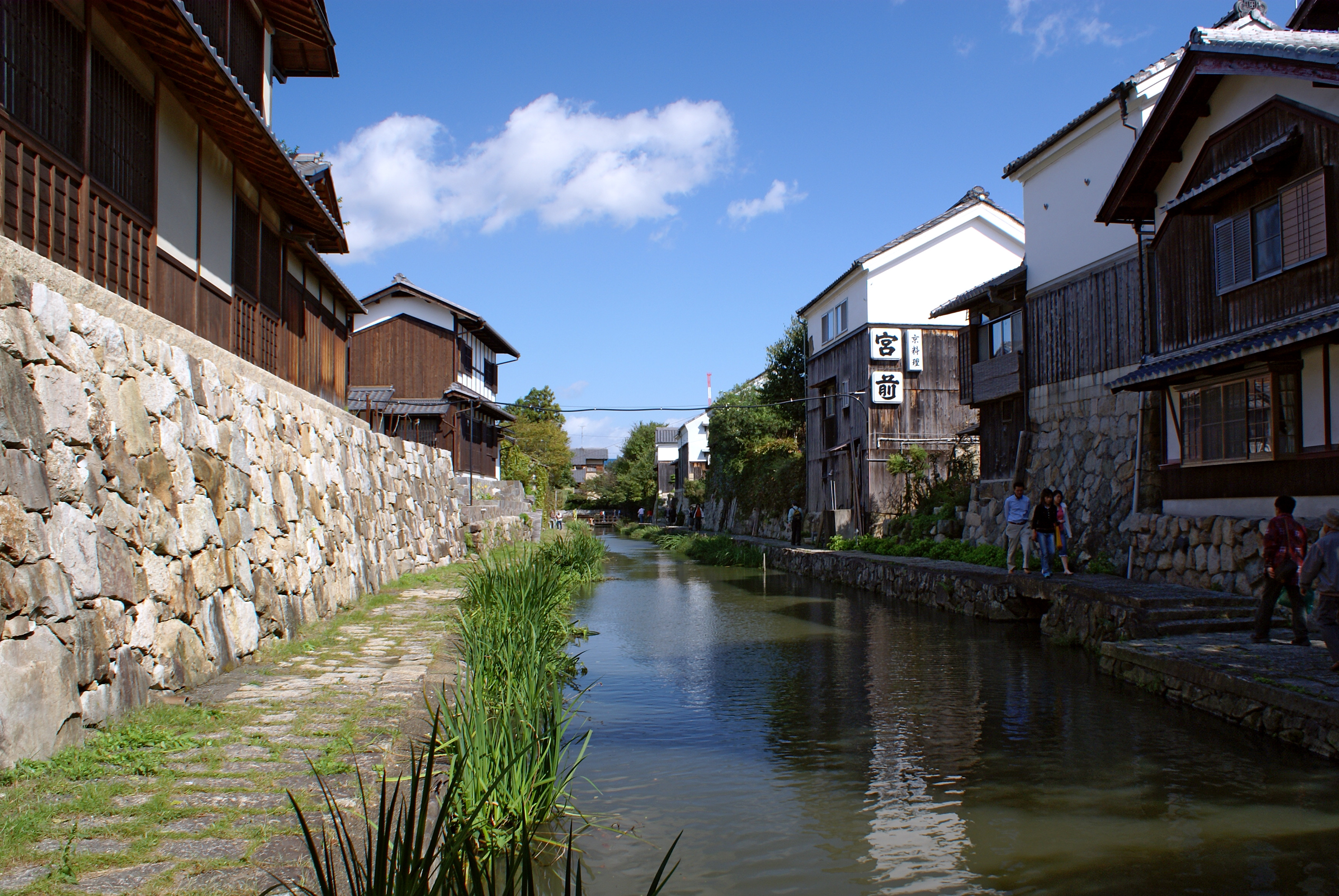
滋賀縣近江八幡市八幡堀（劇中阿淺的姐姐阿初嫁至山王寺屋的途中經過之地）
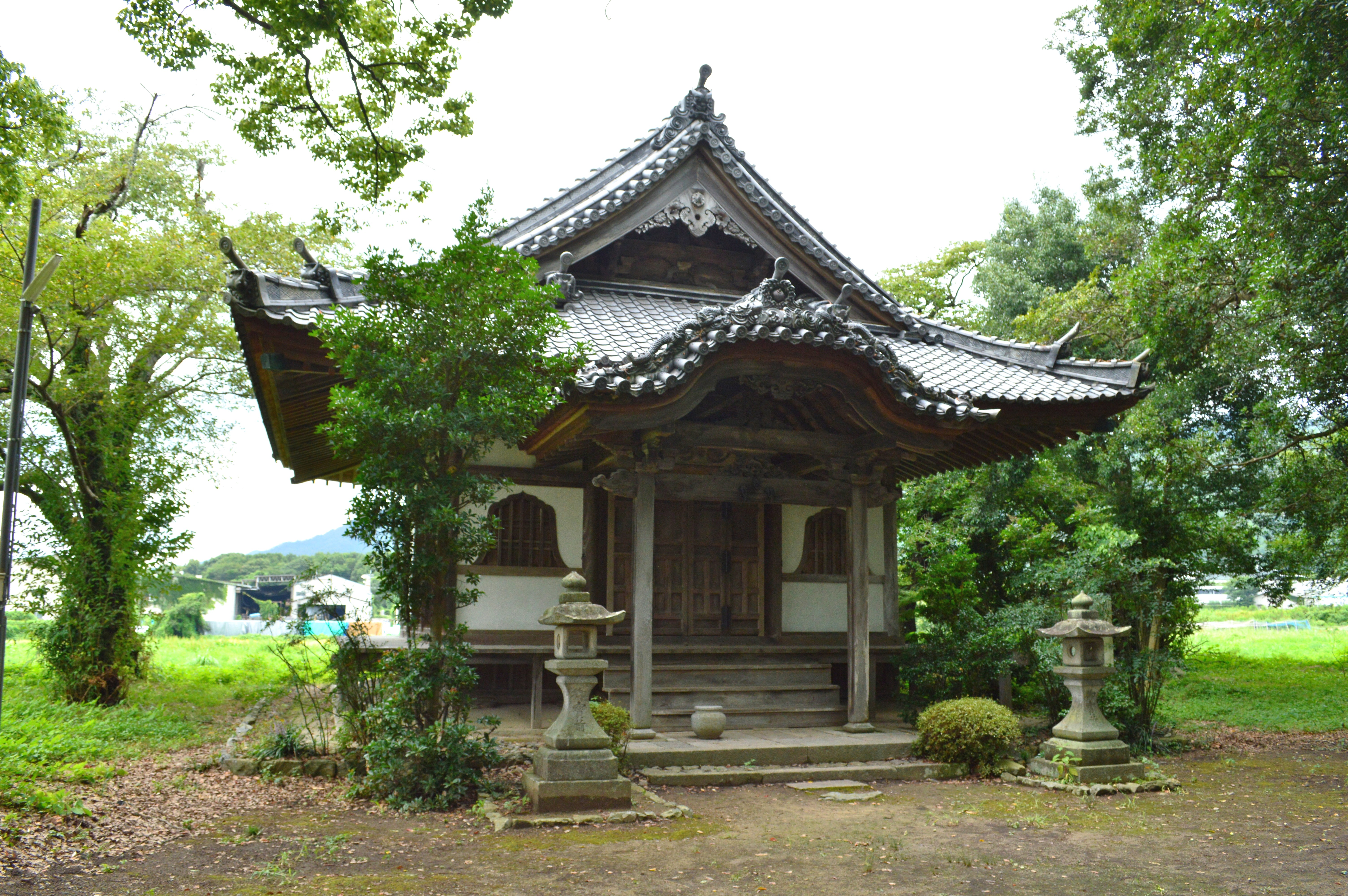
京都府龜岡市丹波國分寺（第35集阿淺得知新次郎欲納妾而感到鬱悶，因而獨自一人在此抒發情緒）
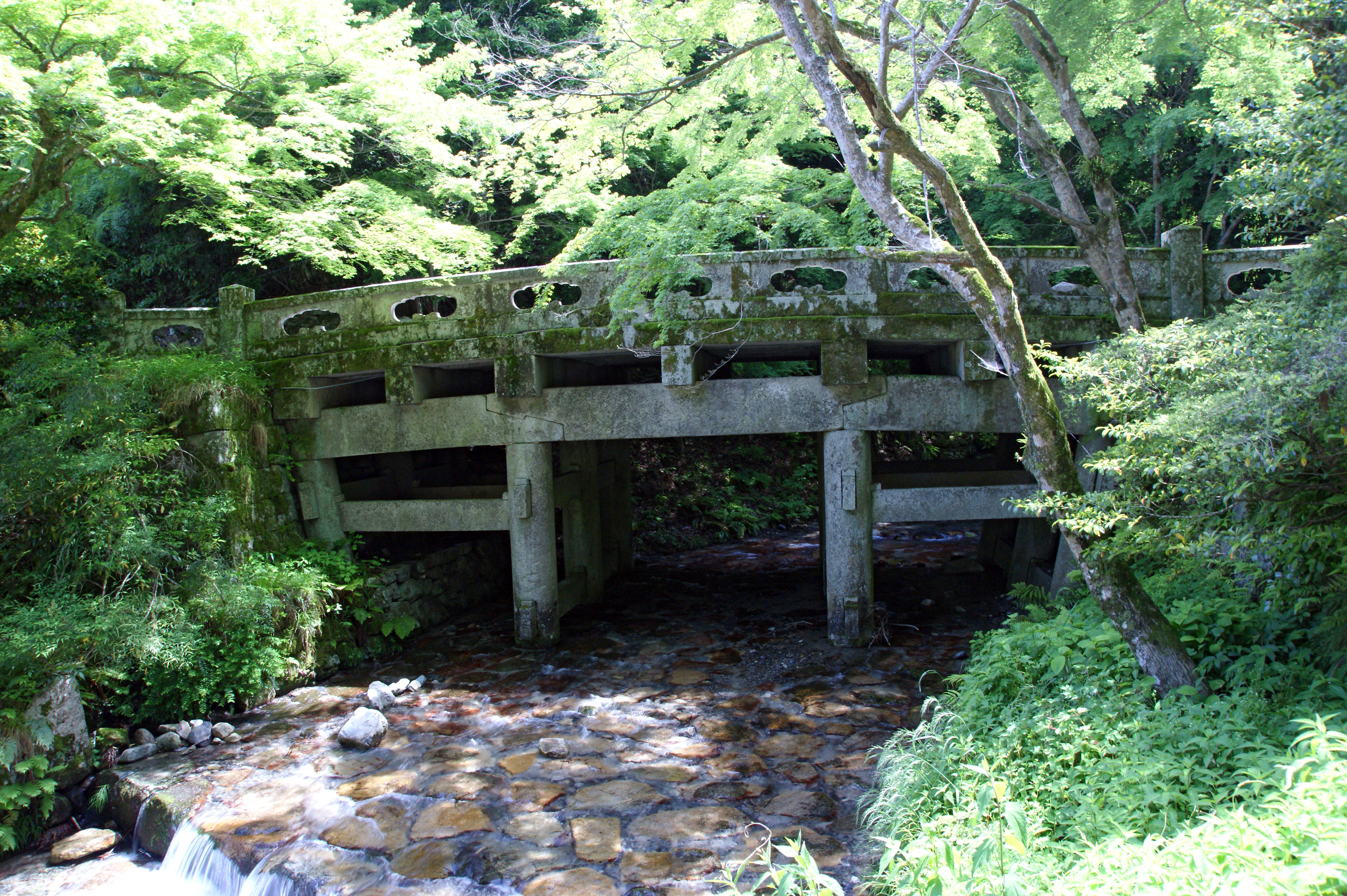
滋賀縣大津市日吉大社大宮橋（第53集新次郎在此地巧遇阿初，之後送她回家）
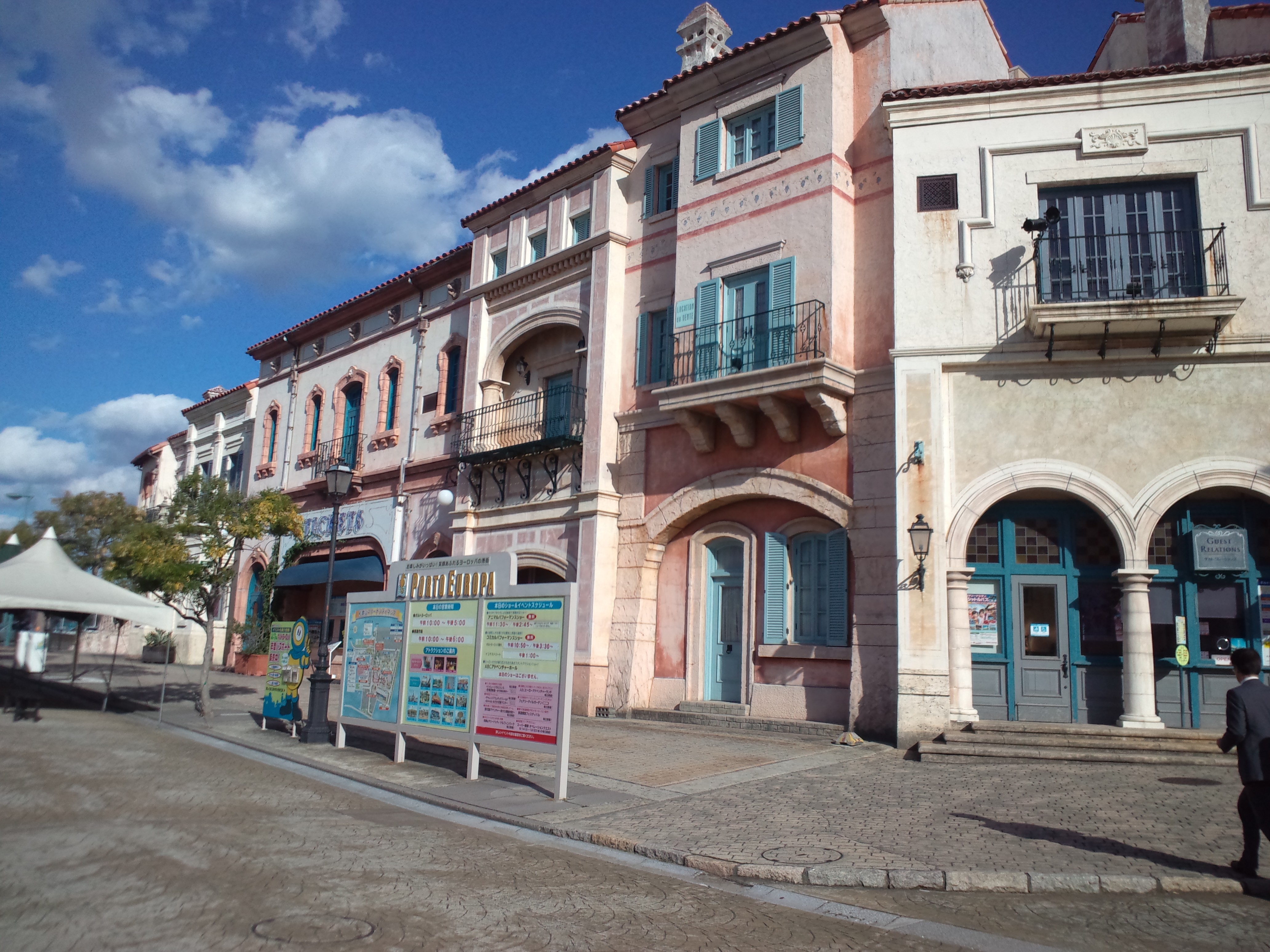
和歌山縣和歌山市和歌山遊艇城歐羅巴港（劇中明治11年〔1878年〕的東京街景拍攝地點）
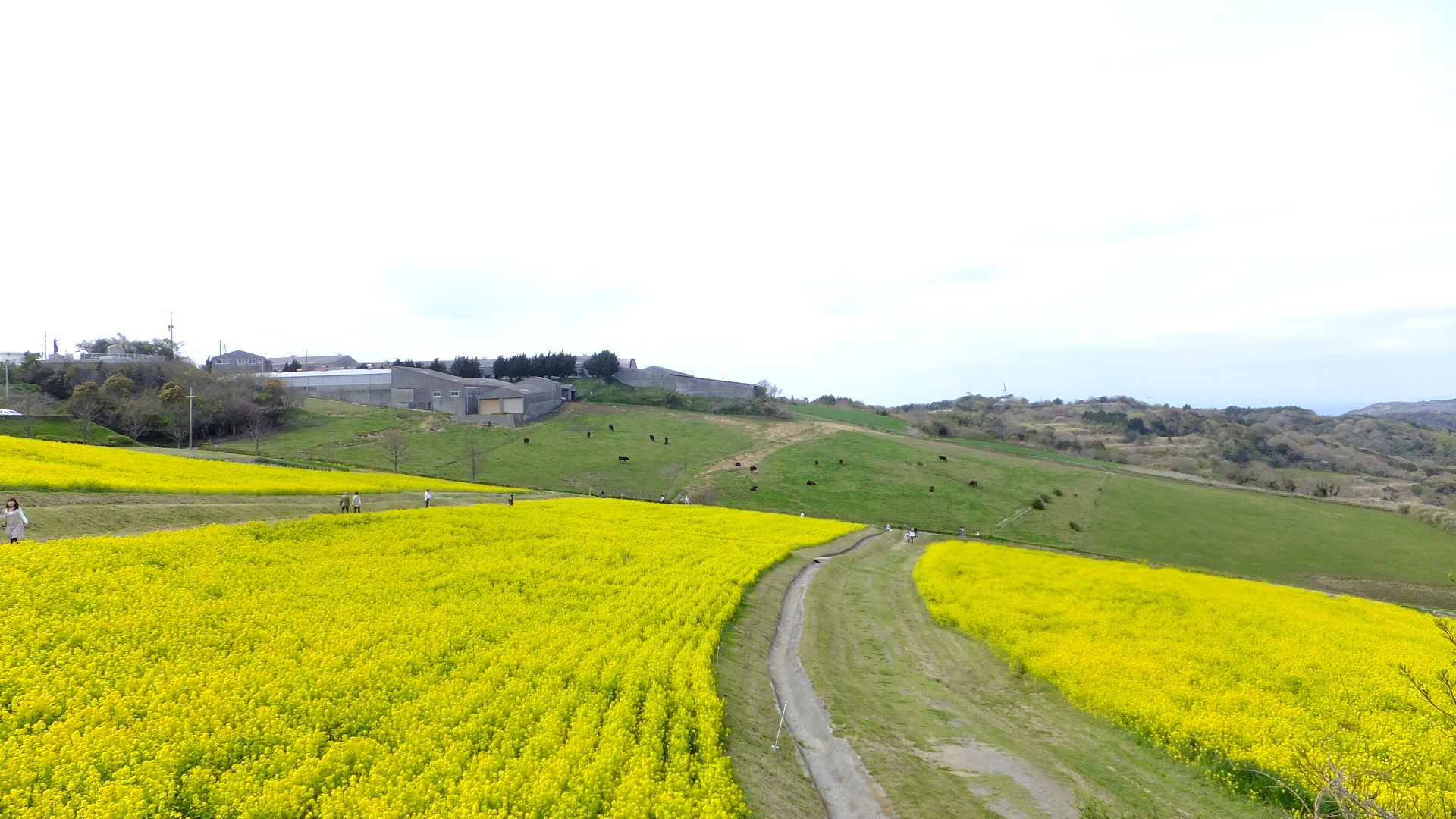
兵庫縣立淡路島花圃（完結篇阿淺在此地舉辦聚會，並與新次郎再次相會，兩人相會時皆為年輕時的模樣）

## 劇情概要
1901年，女性企業家白岡淺（波瑠 飾）在自己創立的「日出女子大學」的開學典禮上，以鼓勵女性求知為主題發表演講。
時間回溯至1861年的京都商家，這是今井家一個充滿好奇心的11歲少女的故事。自小生長在傳統家族中的阿淺，無法認同「女子無才便是德」及「指腹為婚」這種限制女性自由發展的陳舊觀念，父母親亦不允許女孩子唸書，還擅自決定婚事，連溫柔的姊姊阿初（宮崎葵 飾）也無法倖免。阿淺無力改變，苦惱的她將自己關在儲藏室裡。未來的結婚對象對這個將來要成為自己妻子的小女孩相當感興趣，送給她一個以梅樹製成的小算盤。此人即是白岡新次郎（玉木宏 飾）。新次郎鼓勵阿淺的一番話，自此改變阿淺的人生。原本對新次郎的散漫印象不佳的阿淺之母（寺島忍 飾），亦對新次郎的印象大大改觀。
時光流逝，四年後的1865年，可愛的小女孩已成為亭亭而立的15歲少女。雖然已經長大，但內心依然與從前那個充滿好奇心的小女孩一樣。個性男孩子氣的她，總是讓父母及家中的女侍傷透腦筋。但是阿淺周遭的人們仍不知道，這個天真無邪的少女，日後竟是掌管大企業並創設大學的著名企業家兼教育家…。

## 登場人物

### 主角
- 今井淺（今井あさ）→白岡淺：波瑠（幼少時期：鈴木梨央）（香港配音：陳琴雲、幼少時期：何寶珊）

本劇主角。

### 京都的人們
原型為「三井屋」，後「三井住友銀行」

#### 今井家
- 今井初（今井はつ）→眉山初：宮崎葵（幼少時期：守殿愛生）（香港配音：詹健兒）

阿淺的姐姐。角色原型為三井春。
註：飾演今井初的宮崎葵曾為 NHK 2006年上半年的第74部晨間劇《純情閃耀》女主角。
- 今井忠興：升毅（日语：升毅）（香港配音：招世亮）

阿淺的父親。角色原型為三井高益。
- 今井梨江：寺島忍（香港配音：黃玉娟）

阿淺的母親。角色原型為三井貞。
- 今井忠政：林與一（日语：林与一）（香港配音：黃子敬）

阿淺的祖父。角色原型為三井高經。
- 今井久太郎→今井忠嗣：興津正太郎（日语：興津正太郎）（幼少時期：二宮輝生）（香港配音：陳灝瑋、幼少時期：廖杏茵）

阿淺和阿初的弟弟。
- 今井永久（今井とわ）：佐藤都輝子（香港配音：劉惠雲）

忠嗣的妻子。

#### 京都的其他人們
- 阿梅（うめ）：友近[25]（香港配音：朱妙蘭）

阿淺的侍女。
- 阿冬（ふゆ）：清原果耶（香港配音：成瑤孆）

阿初的侍女。龜助的妻子。
註：飾演阿夏的清原果耶為 NHK 2021年上半年的第104部晨間劇《歡迎回來百音》女主角。

### 大阪的人們

#### 白岡家
- 白岡新次郎：玉木宏（少年時代：南出凌嘉）（香港配音：黃啟昌、少年：雷碧娜）

阿淺的丈夫。角色原型為廣岡信五郎。
- 白岡正吉：近藤正臣（日语：近藤正臣）（香港配音：陳永信）

新次郎的父親。角色原型為廣岡久右衛門正饒。
- 白岡與野（白岡よの）：風吹純（香港配音：蔡惠萍）

新次郎的母親。角色原型為廣岡米（広岡よね）。
- 白岡正太郎：木內義一（日语：木内義一）（香港配音：陳廷軒）

新次郎的哥哥。
- 白岡榮三郎：桐山照史（Johnny's WEST）（香港配音：曹啟謙）（幼少時期：吉田八起，少年時期：河崎脩吾）

新次郎的弟弟。角色原型為廣岡正秋。
- 白岡幸（白岡さち）：柳生美結（日语：柳生みゆ）（香港配音：羅孔柔）

榮三郎的妻子。
- 白岡千代：小芝風花（新生兒：林寅之介、3歲：東出奈奈、6歲：中川江奈、少女時期：鈴木梨央）（香港配音：何寶珊）[注 2]

阿淺的女兒。角色原型為廣岡龜子。
- 東柳啓介→白岡啓介：工藤阿須加（香港配音：黃積權）

千代的丈夫。角色原型為一柳惠三→廣岡惠三。
- 白岡冴（白岡さえ）：大野風花（幼少時期：近藤玲音）（香港配音：何璐怡）

榮三郎和阿幸的長女。
- 白岡正：松下理音（松下りおん）（幼少時期：竹內理世）

榮三郎和阿幸的次女。
- 白岡多津子：林夏香

千代和啓介的長女。
- 白岡惠津子：長田莉乃亞

千代和啓介的次女。
- 白岡佐津子：黑田茉白

千代和啓介的三女。

#### 加野屋僱員、加野商店、加野銀行
原型為「加島屋」
- 山本雁助：山內圭哉（日语：山内圭哉）（香港配音：張錦江）

加野屋的大掌櫃。
- 龜助：三宅弘城（日语：三宅弘城）（香港配音：葉振聲）

加野屋的中掌櫃。
- 阿夏（ナツ）：清原果耶[注 3] （香港配音：成瑤孆）

龜助與阿冬的長女。
註：飾演阿夏的清原果耶為 NHK 2021年上半年的第104部晨間劇《歡迎回來百音》女主角。
- 加乃：楠見薰（香港配音：許盈）

加野屋的女侍。
- 五郎丸彌七：竹下健人（香港配音：李震權）

加野屋的領班→加野銀行出納。
- 松田佑作：杉森大祐（香港配音：李安邦）

加野屋的領班。
- 阿隈：鄉原慧（香港配音：謝潔貞）

女侍。
- 阿蔦：畦田瞳（畦田ひとみ）（香港配音：陳皓宜）

女侍。
- 山崎平十郎：辻本茂雄（日语：辻本茂雄）（香港配音：陳卓智）

加野銀行的經理。角色原型為立命館大學創辦人中川小十郎。
- 田村宜：吉岡里帆（香港配音：魏惠娥）

千代的同學暨女學校的室友。高等女學校畢業後，借住白岡家千代的房間，並與阿淺、龜助同入行擔任實習秘書。角色原型為日本女子大學第4任校長井上秀。
- 工藤榮（工藤サカエ）：橫田美紀（香港配音：凌晞）

加野銀行的女行員。工藤德右衛門的女兒。
- 高木鶴（高木ツル）：村崎真彩（香港配音：何晶晶）

加野銀行的女行員。
- 末松鈴（末松すず）：三宅唯真（香港配音：葉曉欣）

加野銀行的女行員。
- 中川鳩（中川ハト）：加藤千果（香港配音：廖杏茵）

加野銀行的女行員。

#### 眉山家（山王寺屋）
原型為「天王寺屋」
- 眉山惣兵衛：柄本佑（香港配音：李凱傑）

阿初的丈夫。角色原型為大眉光重。
- 眉山榮達：辰巳琢郎（日语：辰巳琢郎）（香港配音：盧國權）

惣兵衛的父親。
- 眉山菊：萬田久子（日语：萬田久子）（香港配音：雷碧娜）

惣兵衛的母親。
- 眉山藍之助：森下大地（日语：森下大地）（幼少時期：南岐佐）（香港配音：鄧港文）

阿初與惣兵衛的長男。
- 眉山養之助：西畑大吾（關西小傑尼斯）（香港配音：張裕東）

阿初與惣兵衛的次男。
- 眉山節（眉山セツ）：寺下怜見（香港配音：陳皓宜）

養之助的妻子。

#### 大阪的其他人們
- 美和：野野澄花（香港配音：林元春）

新次郎的三味線老師。
- 五代才助→五代友厚：藤岡靛（香港配音：麥皓豐）

薩摩藩士。新政府成立後轉任政府要職，之後以將大阪發展成進步的城市為使命而常駐大阪。
註：2021年NHK大河劇《直衝青天》也是由藤岡靛飾演
- 山屋與平：南條好輝（日语：南条好輝）（香港配音：李錦綸）

大阪的商人。
- 祇園屋：旭堂南陵（日语：旭堂南陵） （香港配音：譚炳文）

大阪的商人。
- 天神屋：林家竹丸（日语：林家竹丸）  （香港配音：張炳強）

大阪的商人。
- 神田屋：笑福亭銀瓶（日语：笑福亭銀瓶） （香港配音：蕭徽勇）

大阪的商人。
- 後藤的妻子：七海薰子（日语：七海薫子）

小型舊衣店「後藤屋」老闆的妻子。
- 烏龍麵店老闆：桂文珍（日语：桂文珍） （香港配音：林國雄）
- 阿留：春康子（日语：春やすこ）（香港配音：謝潔貞）

替懷孕的阿淺接生的產婆。
- 七宮：關秀人（日语：関秀人）

替懷孕的阿淺看診，確認胎兒狀況的醫師。
- 八五郎：JEFFI

木工，女傭們都叫他「小八」。他與阿冬是一對戀人的傳聞在女傭之間傳開來，但事實上他已娶妻。
- 日野彥三郎：上杉祥三（日语：上杉祥三）（香港配音：朱子聰）

阿冬的父親。
- 山本平藏：山本浩司（日语：山本浩司 (俳優)）  （香港配音：張方正）

彥三郎替阿冬決定的提親對象。
- 老師：向井佐都子（日语：むかいさとこ）（香港配音：陸惠玲）

千代高等小學校時期的班導師。
- 山區民宅的住戶：海原奏汰（日语：海原はるか・かなた）
- 照相館老闆：海原遙（日语：海原はるか・かなた）（香港配音：黃子敬）

替阿淺一家三口拍照的照相館老闆。
- 工藤德右衛門：曾我廼家八十吉（日语：曾我廼家八十吉）（香港配音：朱子聰）

加野銀行的主要客戶。
- 萬谷與左衛門：拉沙爾石井（香港配音：黃子敬）

正吉的好友，也是最了解他的人。刺傷阿淺的犯人。
- 醫師：井之上淳  （香港配音：潘文柏）

替因刺傷事件而住院的阿淺治療的主治醫師。
- 護理師：鈴木麻衣花  （香港配音：成瑤孆）

照料因刺傷事件而住院的阿淺的護理師。
- 沃林格（Voringa，ヴォリンガー）：馬修（Matthew）（香港配音：李鎮然）

美國建築師。在晴花亭巧遇阿淺及新次郎。因為對日本文化及宗教感興趣而來到日本，對於日本文明開化以後的不景氣感到憂心。
- 大塚健作：渡邊一惠（香港配音：張炳強）

阿淺與新次郎的主治醫生。
- 石川一富美：山口智充（香港配音：陳廷軒）

出入加野屋的園丁。

#### 千代的家家酒玩伴
- 三代（みよ）：川崎鈴乃（かわさき鈴乃）

千代幼年的玩伴。
- 加代（かよ）：細川凜乃

千代幼年的玩伴。
- 立吉（たつ吉）：向井匠篤

千代幼年的玩伴。

### 九州的人們
- 櫛田添（櫛田そえ）：木村佳乃（香港配音：陸惠玲）

「藏野煤礦」經營者的妻子。
- 治郎作：山崎銀之丞（日语：山崎銀之丞）（香港配音：陳欣）

礦坑的領班。
- 阿和（カズ）：富田靖子（香港配音：沈小蘭）

治郎作的妻子。
- 阿聰（サトシ）／松造：長塚圭史（日语：長塚圭史）（少年時代：久保憲生）（香港配音：陳廷軒、少年：伍秀霞）

礦坑的工頭。新次郎的幼時的玩伴，後來因家中破產，逃至九州，化名為阿聰。
- 宮部源吉：梶原善（日语：梶原善）（香港配音：李錦綸）

礦坑的總管。
- 福太郎：北原雅樹  （香港配音：劉昭文）

礦坑的工頭。
- 伊作：中山義紘（香港配音：胡家豪）

新手礦工。
- 紀作：平田理  （香港配音：周倚天）

礦工。
- 富永巖：松平定知（香港配音：譚炳文）

九州的人壽保險公司「福豐生命」的老闆。

### 提供阿淺幫助的人
- 玉利友信：笑福亭鶴瓶（香港配音：盧國權）

奈良的富商。
- 福澤諭吉：武田鐵矢（香港配音：潘文柏）

明治時代的教育家。
- 澀澤榮一：三宅裕司（日语：三宅裕司）（香港配音：馮志輝）

日本資本主義之父。
- 成澤泉：瀨戶康史（香港配音：胡家豪）

與阿淺一起創辦日本第一間女子大學。角色原型為成瀨仁藏。

### 女子大學校創辦時期的資助者
- 大隈重信：高橋英樹（香港配音：陳永信）

明治政府的重要人物，曾任大藏卿、外務大臣。協助阿淺創立女子大學。
- 大隈綾子：松坂慶子（香港配音：陸惠玲）

大隈重信的妻子。
- 山倉：宇仁菅真  （香港配音：潘文柏）

成澤泉的支持者。
- 絹田：湯淺崇（香港配音：馮錦堂）

成澤泉的支持者。

### 其他人物
- 土方歲三：山本耕史  （香港配音：李鎮然）

新選組副長。
註：2004年NHK大河劇《新選組!》也是由山本耕史飾演
- 大石鍬次郎：森本覺（日语：森本覚）  （香港配音：巫哲棋）

新選組隊員。
- 大久保一藏→大久保利通：柏原收史（日语：柏原収史）（香港配音：梁偉德）

薩摩藩士。
- 三坂中川浩三（香港配音：朱子聰）

五代友厚的秘書。
- 成澤佳苗（成澤カナエ）：宮嶋麻衣（日语：宮嶋麻衣）（香港配音：吳羨婷）

成澤泉的妻子。
- 倉掛則夫：中村育二（日语：中村育二）（香港配音：林國雄）

和歌山縣有田村村長。
- 村田清二：井上拓哉  （香港配音：陳耀楠）

東柳的朋友。與東柳一同探望住院的恩師。
- 田村船（田村フナ）：高橋由美子（香港配音：沈小蘭）

田村宜的母親。
- 阿常（ツネ）：松永玲子（日语：松永玲子）（香港配音：伍秀霞）

雁助的妻子。舊姓仙波。
- 阿告（ツゲ）：舞羽美海 （香港配音：黃昕瑜）

雁助的女兒。
- 竹男：中村大輝（日语：中村大輝）  （香港配音：劉奕希）

阿告的丈夫，雁助的女婿。
- 古田信男：宮根誠司（香港配音：雷霆）

東京的人壽保險公司「古川生命」的老闆。
- 平塚明→平塚雷鳥（平塚らいてう）：大島優子 （香港配音：何璐怡）

日出女子大學的學生。本名平塚明，以「平塚雷鳥」名義為女權運動奔走，另以「平塚明子」之名於報章發表相關文章。
- 高橋由香（高橋ゆか）：櫻井美賛子

平塚明的同學。
- 齊藤則（斉藤のり）：新峯夢實

平塚明的同學。

### 延伸劇登場人物
延伸劇以龜助與阿冬結婚後尋求岳父認可的詳細經過為故事主軸。
- 五月（サツキ）：友坂理惠

情花亭的常客。與美和一樣皆為藝伎出身。山本平藏的妻子。
- 阿夏（ナツ）：清水胡桃

龜助與阿冬的女兒。（幼年時期）

## 評價與反響
本劇播出後，每週收視率節節升高，至第七週已至24%，媒體分析認為此劇設定是繼《花子與安妮》以來再度以「雙線女性角色」並行作為對照，增加了觀賞趣味，加上人物的塑造與劇情，成功吸引觀眾的目光，一掃前作《希》平均收視率低於平均20%的情況。

## 播出日程
| 週次                                                    | 集數     | 播出日期               | 日文標題 | 中文標題               | 導演       | 收視率 |
| ------------------------------------------------------- | -------- | ---------------------- | -------- | ---------------------- | ---------- | ------ |
| 1                                                       | 1－6     | 2015年9月28日－10月3日 |          | 小小未婚妻             | 西谷真一   | 20.3%  |
| 2                                                       | 7－12    | 10月5日－10月10日      |          | 兩朵姊妹花             | 西谷真一   | 20.2%  |
| 3                                                       | 13－18   | 10月12日－10月17日     |          | 新選組來也！           | 西谷真一   | 21.4%  |
| 4                                                       | 19－24   | 10月19日－10月24日     |          | 少夫人的實力           | 新田真三   | 22.3%  |
| 5                                                       | 25－30   | 10月26日－10月31日     |          | 讓姐姐露出笑容         | 新田真三   | 22.8%  |
| 6                                                       | 31－36   | 11月2日－11月7日       |          | 妻子的決心、丈夫的決意 | 佐佐木善春 | 23.1%  |
| 7                                                       | 37－42   | 11月9日－11月14日      |          | 夫君的秘密             | 西谷真一   | 24.0%  |
| 8                                                       | 43－48   | 11月16日－11月21日     |          | 京都，最後的贈禮       | 西谷真一   | 24.0%  |
| 9                                                       | 49－54   | 11月23日－11月28日     |          | 礦坑之光               | 新田真三   | 23.8%  |
| 10                                                      | 55－60   | 11月30日－12月5日      |          | 姐姐起程               | 佐佐木善春 | 25.2%  |
| 11                                                      | 61－66   | 12月7日－12月12日      |          | 九轉十起               | 尾崎裕和   | 24.3%  |
| 12                                                      | 67－72   | 12月14日－12月19日     |          | 大阪第一的父親         | 西谷真一   | 24.3%  |
| 13                                                      | 73－78   | 12月21日－12月26日     |          | 東京故事               | 西谷真一   | 24.1%  |
| 14                                                      | 79－84   | 2016年1月4日－1月9日   |          | 新春，戀愛的去向       | 新田真三   | 23.4%  |
| 15                                                      | 85－90   | 1月11日－1月16日       |          | 大阪的大恩人           | 佐佐木善春 | 23.3%  |
| 16                                                      | 91－96   | 1月18日－1月23日       |          | 照亮道路的人           | 西谷真一   | 24.5%  |
| 17                                                      | 97－102  | 1月25日－1月30日       |          | 最後的效力             | 西谷真一   | 24.7%  |
| 18                                                      | 103－108 | 2月1日－2月6日         |          | 歡迎來銀行             | 佐佐木善春 | 23.7%  |
| 19                                                      | 109－114 | 2月8日－2月13日        |          | 橘子的季節             | 中野亮平   | 24.8%  |
| 20                                                      | 115－120 | 2月15日－2月20日       |          | 現在想說的事           | 西谷真一   | 23.3%  |
| 21                                                      | 121－126 | 2月22日－2月27日       |          | 夢見的人               | 西谷真一   | 24.4%  |
| 22                                                      | 127－132 | 2月29日－3月5日        |          | 引以為傲的女兒         | 鈴木航     | 24.2%  |
| 23                                                      | 133－138 | 3月7日－3月12日        |          | 大掌櫃的手心           | 新田真三   | 24.1%  |
| 24                                                      | 139－144 | 3月14日－3月19日       |          | 奶奶的大任務           | 新田真三   | 23.7%  |
| 25                                                      | 145－150 | 3月21日－3月26日       |          | 得意的人生             | 尾崎裕和   | 23.6%  |
| 26                                                      | 151－156 | 3月28日－4月2日        |          | 柔韌的心               | 西谷真一   | 24.7%  |
| 延伸劇                                                  | －       | 4月23日                |          | 破鍋配鍋蓋             | 西谷真一   |        |
| 平均收視率23.5%（收視率由Video Research於關東地區統計） |          |                        |          |                        |            |        |

## 製作團隊
- 原案：古川智映子（日语：古川智映子）《小說 土佐堀川》（潮出版社）
- 劇本：大森美香
- 音樂：林友樹
- 旁白：杉浦圭子（日语：杉浦圭子）（NHK大阪放送局主播）
- 副聲道解説：松田佑貴
- 《阿淺來了》一週回顧與《阿淺來了》5分鐘搶先看主持人：田代杏子（NHK大阪放送局主播）
- 《阿淺來了》 / 綜合篇前篇主持人：一柳亞矢子（NHK大阪放送局主播）
- 主題曲：AKB48《365天的紙飛机》（作詞：秋元康，作曲：角野壽和、青葉紘季／You, Be Cool!、國王唱片）[1]
- 導演：西谷真一、新田真三、佐佐木善春、尾崎裕和、中野亮平、鈴木航
- 模型提供：原信太郎
- 京都方言指導：三谷昌登、八田麻住
- 大阪方言指導：松寺千惠美
- 薩摩方言指導：井之上淳
- 舞蹈指導：藤間豐宏
- 古筝與三味線指導：松浪千壽
- 算盘指導：木下和真
- 書道指導：今口鷺外
- 動作及特技指導：中村健人
- 舞台技術指導：江川治朗
- 攝影：杉山吉克
- 燈光：根來伴承
- 音效：田中高晴
- 標題製作：副田高行
- 標題繪畫：藤枝龍二
- 協助拍攝：滋賀地方辦公處、奈良縣橿原市今井町、姫路電影委員會、京都府龜岡市觀光協會
- 製作人：福岡利武、熊野律時
- 製作統籌：佐野元彥
- 场记 : 奥井富美子

## 獎項
| 年份   | 大獎               | 獎項           | 得獎者            | 結果 |
| ------ | ------------------ | -------------- | ----------------- | ---- |
| 2016年 | 第24回橋田獎       | 優秀獎         | 大森美香          | 獲獎 |
| 2016年 | 第24回橋田獎       | 優秀獎         | 《阿淺來了》      | 獲獎 |
| 2016年 | 第88回日劇學院賞   | 最佳作品       | 《阿淺來了》      | 獲獎 |
| 2016年 | 第88回日劇學院賞   | 最佳女主角     | 波瑠              | 獲獎 |
| 2016年 | 第88回日劇學院賞   | 最佳男配角     | 玉木宏            | 獲獎 |
| 2016年 | 第88回日劇學院賞   | 最佳男配角     | 藤岡靛            | 提名 |
| 2016年 | 第88回日劇學院賞   | 最佳女配角     | 宮崎葵            | 提名 |
| 2016年 | 第88回日劇學院賞   | 最佳電視劇歌曲 | 《365天的紙飛机》 | 獲獎 |
| 2016年 | 第88回日劇學院賞   | 最佳劇本       | 大森美香          | 獲獎 |
| 2016年 | 第88回日劇學院賞   | 最佳導演       | 西谷真一 等       | 獲獎 |
| 2016年 | 第88回日劇學院賞   | 特別獎         | 藤岡靛            | 獲獎 |
| 2016年 | 東京國際戲劇節     | 最優秀作品獎   | 《阿淺來了》      | 獲獎 |
| 2016年 | 東京國際戲劇節     | 最佳女主角     | 波瑠              | 獲獎 |
| 2016年 | 東京國際戲劇節     | 最佳男配角     | 藤岡靛            | 獲獎 |
| 2016年 | CONFiDENCE日劇大獎 | 最優秀新人獎   | 藤岡靛            | 獲獎 |

## 外部連結
- 連続テレビ小説 あさが来た - NHK，存于
- 連続テレビ小説一覧 あさが来た あらすじ - NHK，存于
- 「あさが来た」パチパチはんのスタッフブログ - NHK大阪放送局，存于
- 「あさが来た」ドラマスタッフブログ - NHK，存于
- 「あさが来た」NHK_PR - NHK，存于
- 九転十起の女（1 - 38） - 産経WEST （页面存档备份，存于）
- 脚本家・大森美香が舞台裏をすべて明かす - 現代ビジネス （页面存档备份，存于）
- 大阪「あさが来た」推進協議会的Facebook專頁
- 連続テレビ小説　あさが来た | NHK放送史（動画・記事） （页面存档备份，存于）
- 番組エピソード　笑いと商人の街！【大阪を舞台にした朝ドラ】 - NHKアーカイブス （页面存档备份，存于）
- 緯來日本台官方網站 （页面存档备份，存于）（繁體中文）
- 緯來綜合台官方網站 （页面存档备份，存于）（繁體中文）
- 互联网电影数据库（IMDb）上《阿淺來了》的资料（英文）

| 日本 NHK 連續電視小說      | 日本 NHK 連續電視小說           | 日本 NHK 連續電視小說 |
| -------------------------- | ------------------------------- | --------------------- |
|                            | （2015年9月28日－2016年4月2日） |                       |
| （2015年3月30日－9月26日） | （2016年4月4日－10月1日）       |                       |

| 臺灣 緯來日本台 週一至週五 21:00 - 22:00 · 6月9日及10日 暫停播映 | 臺灣 緯來日本台 週一至週五 21:00 - 22:00 · 6月9日及10日 暫停播映 | 臺灣 緯來日本台 週一至週五 21:00 - 22:00 · 6月9日及10日 暫停播映 |
| ---------------------------------------------------------------- | ---------------------------------------------------------------- | ---------------------------------------------------------------- |
|                                                                  | （2016年5月23日－8月4日）                                        |                                                                  |
| （2016年5月9日－5月20日）                                        | （2016年8月5日－8月18日）                                        |                                                                  |

| 香港 無綫網絡電視日劇台 星期一至四 15:00 - 15:30、18:00 - 18:30及21:00 - 21:30 10月24日起星期一至五 15:00 - 15:30、18:00 - 18:30及21:00 - 21:30 10月24日至11月4日 15:00 - 15:45、18:00 - 18:45及21:00 - 21:45 | 香港 無綫網絡電視日劇台 星期一至四 15:00 - 15:30、18:00 - 18:30及21:00 - 21:30 10月24日起星期一至五 15:00 - 15:30、18:00 - 18:30及21:00 - 21:30 10月24日至11月4日 15:00 - 15:45、18:00 - 18:45及21:00 - 21:45 | 香港 無綫網絡電視日劇台 星期一至四 15:00 - 15:30、18:00 - 18:30及21:00 - 21:30 10月24日起星期一至五 15:00 - 15:30、18:00 - 18:30及21:00 - 21:30 10月24日至11月4日 15:00 - 15:45、18:00 - 18:45及21:00 - 21:45 |
| --- | --- | --- |
| | （2016年8月15日－12月14日） | |
| （2016年4月4日－8月11日） | （2016年12月15日－2017年2月17日） | |